# ميكا هاكينن
ميكا هاكـّينن (Mika Häkkinen؛ فانتا، 28 سبتمبر 1968) سائق سباقات فنلندي حائز مرتين على بطولة العالم لسيارات الفئة الأولى. قال مايكل شوماخر أن هاكينن هو أكثر رجل احترمه خلال مسيرته في سباقات الفئة الأولى.

## روابط خارجية
- ميكا هاكينن على موقع IMDb (الإنجليزية)
- ميكا هاكينن على موقع إن إن دي بي (الإنجليزية)
- ميكا هاكينن على موقع قاعدة بيانات الفيلم (الإنجليزية)
- ميكا هاكينن على موقع Racing-Reference.info (الإنجليزية)
- ميكا هاكينن على موقع DriverDB.com (الإنجليزية)